# Гидриды
Гидри́ды — соединения водорода с металлами и с имеющими мeньшую электроотрицательность, чем водород, неметаллами. Иногда к гидридам причисляют соединения всех элементов с водородом. Примерами гидридов являются CaH2 (гидрид кальция) и NaH (гидрид натрия)

## Классификация
В зависимости от характера химической связи водорода с другими химическими элементами различают три типа гидридов:
- ионные гидриды (солеобразные гидриды);
- металлические гидриды;
- ковалентные гидриды.

К ионным гидридам относятся соединения водорода с щелочными и щёлочноземельными металлами. Ионные гидриды — это вещества белого цвета, устойчивые при нормальных условиях, но разлагающиеся при нагревании на металл и водород без плавления, исключение составляют LiH и CaH2, которые плавятся без разложения и при дальнейшем нагревании разлагаются.
Металлические гидриды — это соединения переходных металлов, в большинстве случаев являются бертоллидами. По сути являются твёрдым раствором водорода в металле, атомы водорода внедряются в кристаллическую решётку металла. Их физические свойства напоминают таковые у металлов, а именно металлический блеск, твердость, жаропрочность и коррозийная устойчивость. Однако они более хрупкие, чем металлы.
К ковалентным гидридам относятся гидриды, образованные неметаллами, например, метан CH4 и силан SiH4. При этом на настоящий момент не получены PbH2, AtH2, BiH3 разлагается в момент образования, а PoH2 является крайне нестабильным веществом. 

## Химические свойства
Взаимодействие ионных гидридов с водой:
{\displaystyle {\mathsf {NaH+H_{2}O\longrightarrow NaOH+H_{2}\uparrow }}}
{\displaystyle {\mathsf {CaH_{2}+2H_{2}O\longrightarrow Ca(OH)_{2}+2H_{2}\uparrow }}}
Взаимодействие с оксидами металлов:
{\displaystyle {\mathsf {2CaO+CaH_{2}\longrightarrow 2Ca+Ca(OH)_{2}}}}
{\displaystyle {\mathsf {3ZnO+2AlH_{3}\longrightarrow 3Zn+2Al+3H_{2}O}}}
Термическое разложение:
{\displaystyle {\mathsf {2LiH\longrightarrow 2Li+H_{2}\uparrow }}}
{\displaystyle {\mathsf {2NaH\longrightarrow 2Na+H_{2}\uparrow }}}
Взаимодействие с азотом:
{\displaystyle {\mathsf {3CaH_{2}+N_{2}\longrightarrow Ca_{3}N_{2}+3H_{2}}}}

## Получение
Ионные гидриды получают взаимодействием простых веществ:
{\displaystyle {\mathsf {2Na+H_{2}\longrightarrow 2\ NaH}}}